# Petit Loango
Petit Loango est une ville de la province d’Ogooué-Maritime au Gabon.
La zone humide de Petit Loango fait partie des zones humides de la convention de Ramsar.